# Emzar Gelaszwili
Emzar Gelaszwili (gruz. ემზარ გელაშვილი; ros. Эмзар Гелашвили) – gruziński kolarz torowy reprezentujący ZSRR, brązowy medalista mistrzostw świata.

## Kariera
Największy sukces w karierze Emzar Gelaszwili osiągnął w 1982 roku, kiedy zdobył brązowy medal w sprincie indywidualnym amatorów podczas mistrzostw świata w Leicester. W zawodach tych wyprzedzili go jedynie inny reprezentant ZSRR - Siergiej Kopyłow oraz Lutz Heßlich z NRD. Był to jedyny medal wywalczony przez Gelaszwilego na międzynarodowej imprezie tej rangi. Nigdy nie startował na igrzyskach olimpijskich. 